# Franziskus Klesin
Franziskus Klesin OSB (* 23. November 1643 in Feldkirch; † 12. Juni 1708 in Ochsenhausen) war der 21. Abt der Reichsabtei Ochsenhausen im heutigen Landkreis Biberach in Oberschwaben.

## Leben
Franziskus legte am 23. Januar 1660 die Ordensgelübde ab. 1668 fand die Priesterweihe statt. Bei seinem Studium an der Paris-Lodron-Universität Salzburg belegte er die Fächer Theologie und Kirchenrecht. Im Anschluss lehrte er an der Klosterschule in Ochsenhausen drei Jahre Theologie und zwei Jahre Philosophie. Danach war er Lehrer an der Klosterschule in Rottweil. Fünf Jahre übte  er das Amt der Subpriors im Kloster aus. Danach wurde er Pfarrer in Tannheim, bevor ihn der Konvent 1689 zum Abt wählte. Die bischöfliche Investitur in das Amt erfolgte am 23. April 1690, durch den Weihbischof des Fürstbischofs von Konstanz Johann Wolfgang von Bodmann. Die Einweisung erfolgte deswegen später, weil der abgesetzte Vorgängerabt Plazidus Kobolt und sein Bruder Abt Wilibald (Wilibaldo) Kobolt von der Abtei Weingarten, die Wahl anfochten.

## Bautätigkeit und Erwerbungen

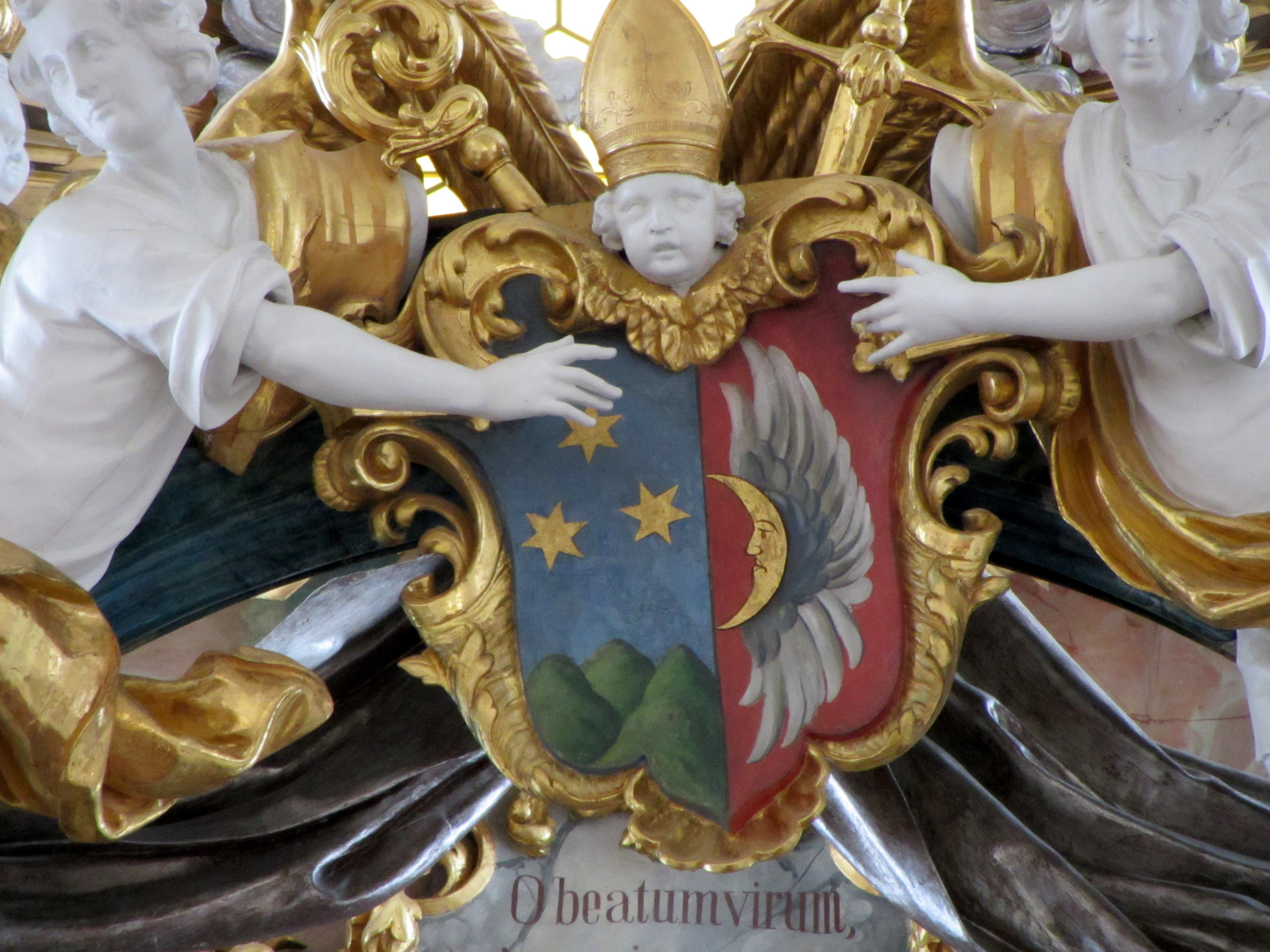
St. Martin (Tannheim) mit Wappen Abt Franziskus Klesin

Am 30. Oktober 1691 wurde die erworbene Reliquie der Heiligen Justina von Padua als vierter Heiliger Leib in der Stiftskirche aufgebahrt und in den nächsten Wochen aufwendig verziert. Am 16. Dezember 1691 wurde der Leib beigesetzt. Franziskus lässt drei neue Altäre setzen. Einen Kreuzaltar, Mutter Gottes Altar und Sebastians Altar. Sechs Brustbilder der vorhandenen Hauspatrone des Klosters Georg, Mauritius, Innozenz, Martin, Emeretiana und Justina  wurden für die Summe von 4.500 Gulden angefertigt. 1698 lässt er den Kirchturm erhöhen und ihm seine heutige typische Form geben.
1696 baut er am Amtssitz in Tannheim den Ochsenhauser Pfleghof und 1702 die Tannheimer Pfarrkirche St. Martin neu auf. Für den Kirchenneubau erhielt der achte planende Baumeister der Auer Zunft Franz Beer von Au 2.500 Gulden. Die alte Kirche stand auf einer Anhöhe und war baufällig geworden. Spannfronen und eine Einmalzahlung von 300 Gulden, leistete die Pfarrgemeinde.
Er errichtete auf dem Klostergelände ein Gefängnis und Werkstatt. 1691 erwarb er von Baron Bemmelberg den Großzehnten von Laubach und Illerbachen für 5800 Gulden. Er erwarb 1693 ein Weingut in Immenstaad am Bodensee für 3240 Gulden. 1699 erwarb er vom Baron Ulm auf Erbach die Ortschaft Obersulmetingen für 90.000 Gulden. Nach dem Tode des letzten Weltpriesters Konrad Ehinger aus der Pfarrei Bellamont, wurde die Gemeinde endgültig in das Kloster Ochsenhausen eingepfarrt. Ein sich durch die Geschichte der Abtei ziehender Streitpunkt, blieben die Rechte über die Pfarrei Laupheim.
Zwei Mönche, Ulrich Han und Magnus Einsle verließen den Konvent, was Abt Franziskus besonders schwer traf.

## Spanischer Erbfolgekrieg
Während des Spanischen Erbfolgekrieges, der von 1701 bis 1713 dauerte und zu einem großen Teil auf dem Gebiet des Heiligen Römischen Reiches stattfand, stand das Kloster zwischen den kriegsführenden Parteien. Das Kloster wurde mit Einquartierungen und Kriegskontributionen belegt. Abt Franziskus floh nach Schloss Horn in der Schweiz. Ein großer Teil der Mönche floh nach Tirol, Steiermark oder auch in den Schweizer Bodenseeraum.
Am 19. Juni 1704 entführten die Franzosen Prior Anselm Fischer, Subprior Heinrich Tauscher, Alphons Reichle und Blasius Medikus in die benachbarte Reichsstadt Memmingen. Der Mönch Meinrad Hager wurde ins westlich benachbarte Biberach entführt. Die erpresste Lösegeldsumme betrug pro Geisel 1.500 Gulden. Für eine Zahlung von 10.000 Gulden kam am 23. Dezember 2007 der 15. Juni 1706 ins Elsass verschleppte Athanasius Merz frei. Am 6. Mai 1708 erlitt Abt Franziskus einen Schlaganfall, von dem er sich nicht mehr erholte. Er starb am 12. Juni 1708.
Bei seinem Tode verzeichnete die Hauptkasse des Stifts einen Positivsaldo von 23.000 Gulden.